# هيرشل جونسون
هيرشل جونسون (بالإنجليزية: Herschel Johnson) هو دبلوماسي أمريكي، ولد في 1894 في أتلانتا في الولايات المتحدة، وتوفي في 1966 في تشارلوت في الولايات المتحدة.